# Adepisco
Adepisco era, em 1747, uma pequena aldeia portuguesa do termo da vila de Vila do Sul, Bispado e Comarca da cidade de Viseu, Província da Beira Alta. Estava fundada entre serras ásperas, desabridas e destemperadas, pelo muito frio do Inverno e calores do verão. Compunha-se de quarenta fogos, com uma ermida dedicada a Santo António. Os frutos da terra eram milhos de toda a casta, centeios, algum trigo e frutas, as que bastavam para a terra, tudo de boa qualidade.